# 因凡特市 (瓜里科州)

因凡特市（西班牙語：Municipio Leonardo Infante），是委內瑞拉的一個市，位於該國中部瓜里科州，首府設於帕斯夸谷鎮，面積15,613平方公里，2014年人口185,000，人口密度每平方公里11.91人。